# Pegomya flaviantennata
Pegomya flaviantennata este o specie de muște din genul Pegomya, familia Anthomyiidae, descrisă de Griffiths în anul 1984. Conform Catalogue of Life specia Pegomya flaviantennata nu are subspecii cunoscute.